# Illes de l'Almirallat
Les Illes de l'Almirallat són un grup de 18 illes de l'Arxipèlag de Bismarck. Són conegudes també com a Illes Manus, pel nom de la major de les illes que la componen, l'illa de Manus. Altres illes del grup són Los Negros, Lou, Ndrova, Tong, Baluan, Pak, Purdy, Rambutyo i St. Andrews. Les illes formen la província de Manus de Papua Nova Guinea. La superfície total és de 2.100 km², amb una població de 32.713 persones. La capital de la província és Lorengau.
Durant la Segona Guerra Mundial les illes van ser ocupades pel Japó, que va establir-hi una base a l'Illa de Manus, l'abril del 1942.
El 29 de febrer de 1944 les Illes de l'Almirallat van ser ocupades durant l'Operació Brewer dirigida pel general estatunidenc Douglas MacArthur. Els nord-americans van construir ràpidament una base, que va ser important per a posteriors operacions a Nova Guinea i Filipines.